# スヴァン人

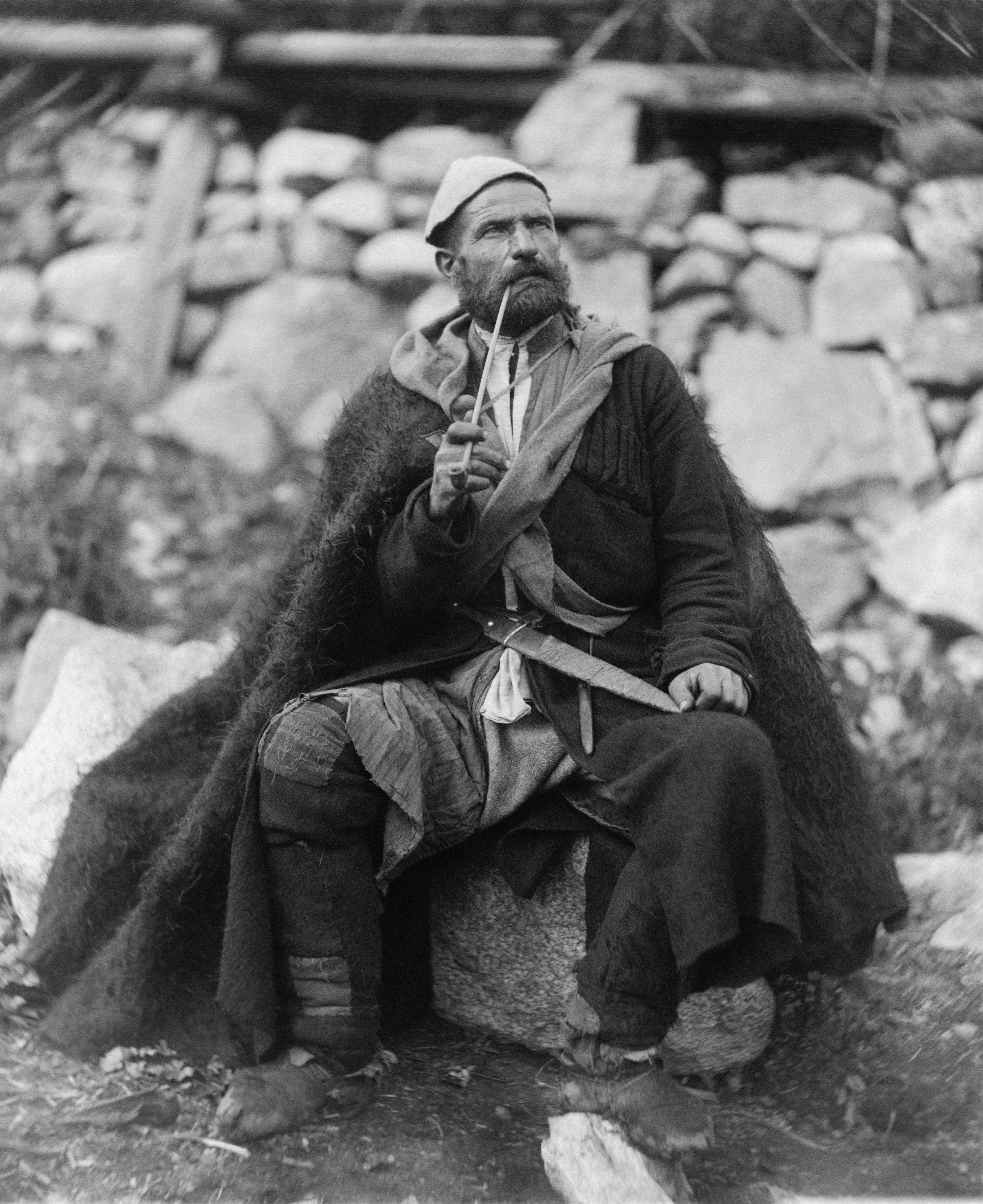
メスティアで撮影されたスヴァン人(~1888–1900)

スヴァン人（スヴァンじん、ジョージア語: სვანი、スヴァン語: შვანარ、英語: Svans）とは、ジョージア（グルジア）北西部に位置するスヴァネティを主な居住地とする民族である。

## 概要
スヴァン人が話すスヴァン語はジョージア語と同じく南コーカサス語族に属している。自らをミシミア人と称している。4世紀から6世紀にかけてスヴァネティではキリスト教が広まり、現在はグルジア正教徒が信仰されている。
スヴァン人は古代ギリシャの地理学者ストラボンによって「ソアネス」（Soanes）として言及されていた民族と同一とされている。現在のスヴァネティはジョージアに属するが、歴史的にはコルキスの属領となったり、ラジカ王国、サーサーン朝ペルシャ、アブハジア王国、グルジア王国、ミングレリアに属することもあった。1833年11月26日に、スヴァネティはロシア帝国の保護国となった。